# Adoxaceae
Adoxaceae este o mică familie de plante cu flori din ordinul Dipsacales care conține cca. 150-200 specii.

## Galerie

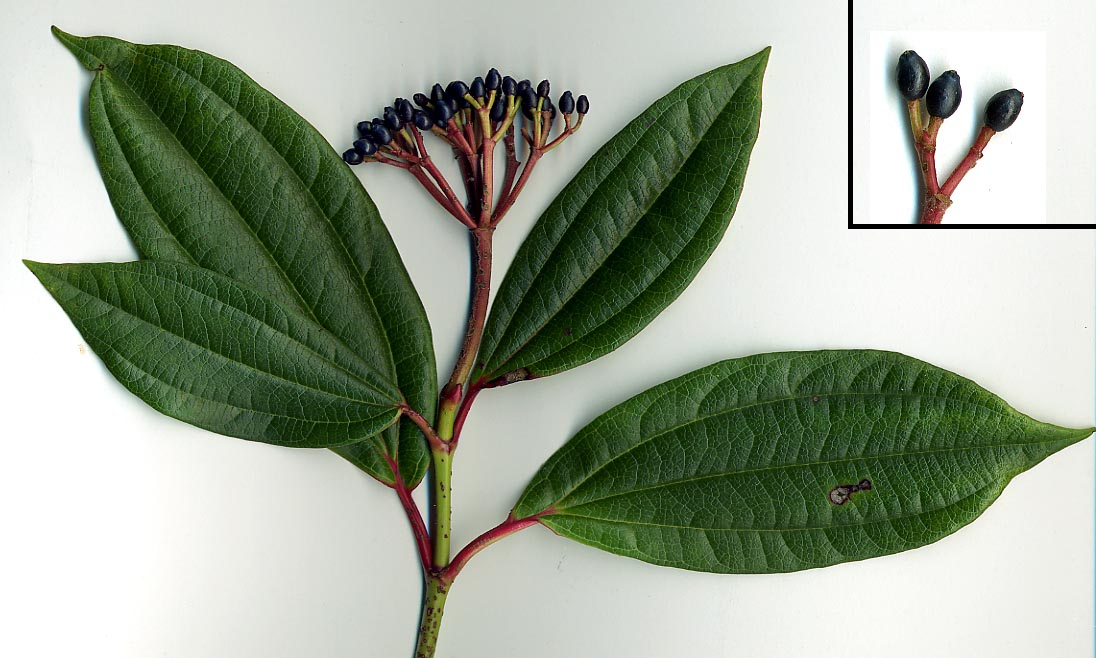
Viburnum davidii, frunze și fructe
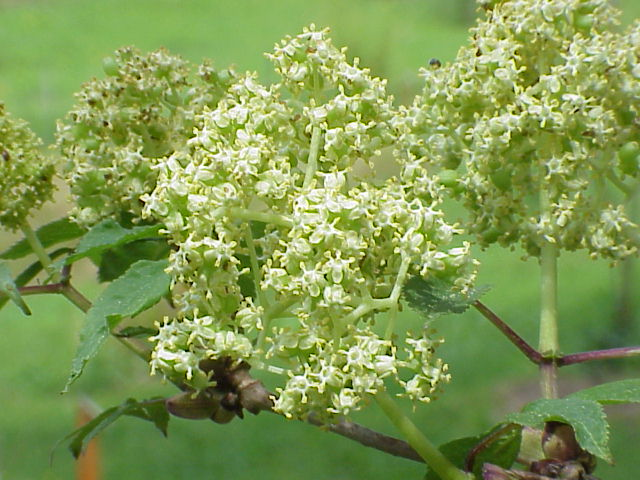
Sambucus racemosa, flori
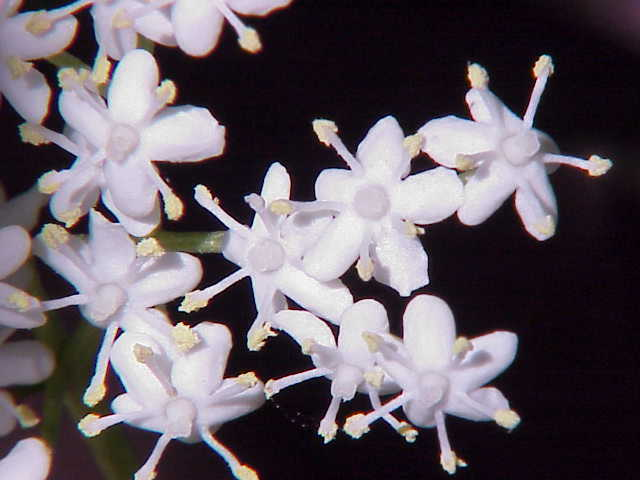
Sambucus nigra, flori
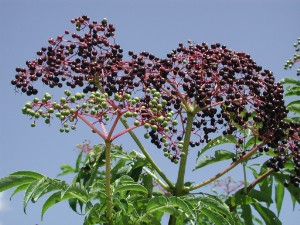
Sambucus canadensis, frunze și fructe
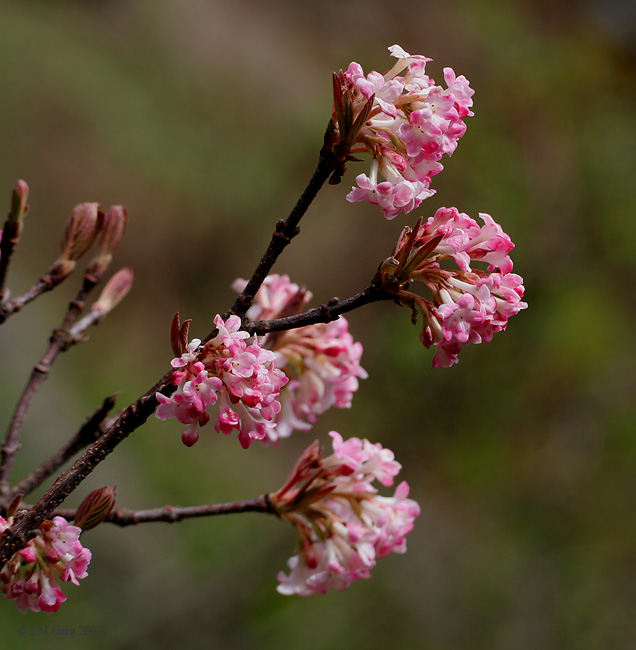
Viburnum grandiflorum
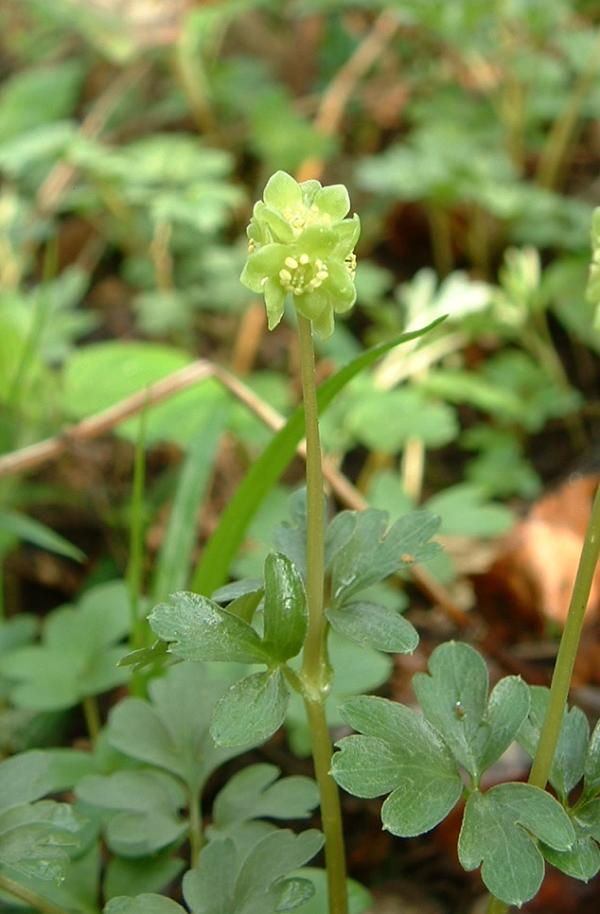
Adoxa moschatellina, frunze și flori